# Rolba na úpravu ledové plochy

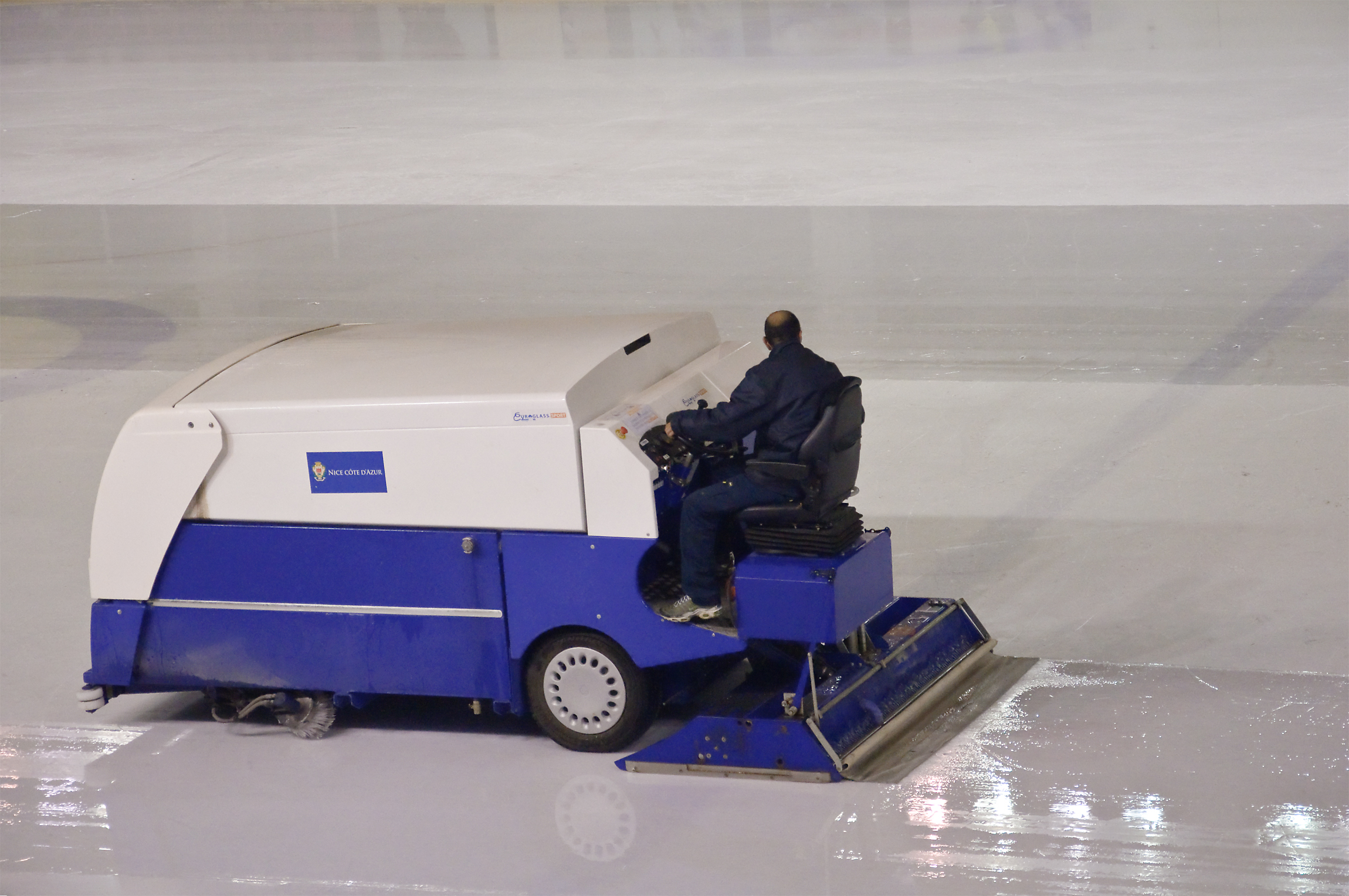
Rolba

Rolba na úpravu ledové plochy je zařízení určené k úpravě ledové plochy zimních stadionů.
Označení vzniklo z názvu švýcarského výrobce (Rolba AG) jazykovým jevem zvaným apelativizace. Vznikla i odvozená slova rolbovat, rolbař, urolbovaný.

## Popis a funkce
Stroj je umístěn na řiditelném podvozku. Motor je určen nejen k pohybu vozidla, ale i jeho pracovní části. Součástí rolby je i nádrž s vodou a sklápěcí kontejner na zbytky odstraněného ledu. Sklápěcí radlice je umístěna za rolbou, nikoliv před ní, jak je obvyklé například u buldozerů. Některé rolby jsou elektrické, jiné vybavené spalovacím motorem.
Při práci povrch ledu nejprve seřízne (podobně jako silniční fréza živičný povrch) a poté uhladí (tzv. vyžehlí) pomocí několik milimetrů tenké vrstvy vody, kterou trysky rolby nanesou na seříznutý povrch.
Rolbu pro úpravu ledové plochy vynalezl v roce 1949 Frank Zamboni, Ital žijící v Kalifornii.

## Výrobci
- WM ICE TECHNICS
- n-ICE Group
- Zamboni (lední rolba např. v Budvar Aréně v Českých Budějovicích, Uherském Hradišti a v Třebíči)
- Rolba vyrábí tato speciální vozidla od roku 1973
- EKO-PEK (lední rolba např. na zimním stadionu v Plzni)
- Derol Teplice (nástupce výroby roleb Desta)
- ENGO (Zimní stadion Bratislava-Lamač)